# Acanalonia brevifrons
Acanalonia brevifrons är en insektsart som beskrevs av Frederick Arthur Godfrey Muir 1924. Acanalonia brevifrons ingår i släktet Acanalonia och familjen Acanaloniidae. Inga underarter finns listade i Catalogue of Life.